# Nepenthes adnata
Espèce
Classification phylogénétique
Statut de conservation UICN

 EN D : En danger
Statut CITES
Le Nepenthes adnata est une espèce de plantes carnivores à piège passif formé d'ascidies (urnes) de la famille des Nepenthaceae. Cette plante est endémique de l'Ouest de l'île de Sumatra où elle pousse entre 600 et 1100m d'altitude.

## Espèces
| - Nepenthes adnata - Nepenthes adrianii - Nepenthes alata - Nepenthes albomarginata - Nepenthes ampullaria - Nepenthes anamensis - Nepenthes angasanensis - Nepenthes argentii - Nepenthes aristolochioides - Nepenthes beccariana - Nepenthes bellii - Nepenthes benstonei - Nepenthes bicalcarata - Nepenthes bongso - Nepenthes boschiana - Nepenthes burbidgeae - Nepenthes burkei - Nepenthes campanulata - Nepenthes carunculata - Nepenthes clipeata - Nepenthes danseri - Nepenthes deaniana - Nepenthes densiflora - Nepenthes diatas - Nepenthes distillatoria - Nepenthes dubia - Nepenthes edwardsiana - Nepenthes ephippiata - Nepenthes eustachya | - Nepenthes eymae - Nepenthes faizaliana - Nepenthes fusca - Nepenthes glabrata - Nepenthes glandulifera - Nepenthes globosa - Nepenthes gracilis - Nepenthes gracillima - Nepenthes gymnanphora - Nepenthes hamata - Nepenthes hirsuta - Nepenthes hispida - Nepenthes hurrelliana - Nepenthes inermis - Nepenthes insignis - Nepenthes izumiae - Nepenthes jacquelineae - Nepenthes junghuhnii - Nepenthes khasiana - Nepenthes klossii - Nepenthes lamii - Nepenthes lavicola - Nepenthes longifolia - Nepenthes lowii - Nepenthes macfarlanei - Nepenthes macrophylla - Nepenthes macrovulgaris - Nepenthes madagascariensis - Nepenthes mapuluensis | - Nepenthes masoalensis - Nepenthes maxima - Nepenthes merrilliana - Nepenthes mikei - Nepenthes mindanaoensis - Nepenthes mira - Nepenthes mirabilis - Nepenthes mollis - Nepenthes muluensis - Nepenthes murudensis - Nepenthes neoguineensis - Nepenthes northiana - Nepenthes ovata - Nepenthes paniculata - Nepenthes papuana - Nepenthes pervillei - Nepenthes petiolata - Nepenthes pectinata - Nepenthes philippinensis - Nepenthes pilosa - Nepenthes platychila - Nepenthes ramispina - Nepenthes rafflesiana - Nepenthes rajah - Nepenthes reinwardtiana - Nepenthes rhombicaulis - Nepenthes rigidifolia (N. aptera) - Nepenthes rowanae - Nepenthes sanguinea | - Nepenthes saranganiensis - Nepenthes sibuyanensis - Nepenthes singalana - Nepenthes smilesii - Nepenthes spathulata - Nepenthes spectabilis - Nepenthes stenophylla - Nepenthes sumatrana - Nepenthes talangensis - Nepenthes tentaculata - Nepenthes tenuis - Nepenthes thorelii - Nepenthes tobaica - Nepenthes tomoriana - Nepenthes treubiana - Nepenthes truncata - Nepenthes veitchii - Nepenthes ventrata - Nepenthes ventricosa - Nepenthes vieillardii - Nepenthes villosa - Nepenthes vogelii - Nepenthes xiphioides |